# Urique
Urique är en ort i Mexiko.   Den ligger i kommunen Urique och delstaten Chihuahua, i den nordvästra delen av landet, 1 200 km nordväst om huvudstaden Mexico City. Urique ligger 551 meter över havet och antalet invånare är 1 102.
Terrängen runt Urique är bergig åt sydost, men åt nordväst är den kuperad. Urique ligger nere i en dal. Runt Urique är det glesbefolkat, med 8 invånare per kvadratkilometer. Urique är det största samhället i trakten. I omgivningarna runt Urique växer huvudsakligen savannskog.